# Malva neglecta
Espèce
Statut de conservation UICN

 LC  : Préoccupation mineure
 Europe, France 
Malva neglecta, la Mauve à feuilles rondes, Mauve commune, Mauve oubliée ou Petite mauve, est une plante herbacée de la famille des Malvacées.

## Biologie
Plante annuelle ou bisannuelle. Nitrophile. Floraison de mai à septembre.
Elle sert de nourriture à plusieurs chenilles de papillons dont la Belle Dame, Vanessa cardui.

## Synonymes
non acceptés selon ITIS
- Malva rotundifolia auct. non L.
- Malva pusilla auct. non Sm.

## Description
- Plante haute de 20 à 60 cm.
- Tige à poils épars, couchée ou ascendante. Feuilles lobées, crénelées, munies d'un pétiole très long. Limbe plus ou moins découpé en cinq à sept lobes.
- Fleurs blanches ou lilas, nombreuses à l'aisselle des feuilles sur des pédoncules dépassant 10 mm à maturité. Pétales légèrement plus foncés le long des nervures, à poils hérissés denses sur les deux faces de l'onglet, profondément échancrés.
- Fruit mûr en forme de disque se divisant en méricarpes ; carpelles lisses ou légèrement ridés, à bord arrondi, légèrement cannelés sur le dos.
- Graine " en quartier de fruit "  à face externe lisse et velue.
- Fruit annulaire de 5 mm de diamètre contenant normalement 16 graines en quartier serrées en cercle, avec à sa base un calicule de trois folioles linéaires. Calice constitué de cinq sépales légèrement recouvrants.

## Habitat
Talus, bords de route, sites rudéralisés.

## Répartition
Europe.